# Bassenheimer Reiter

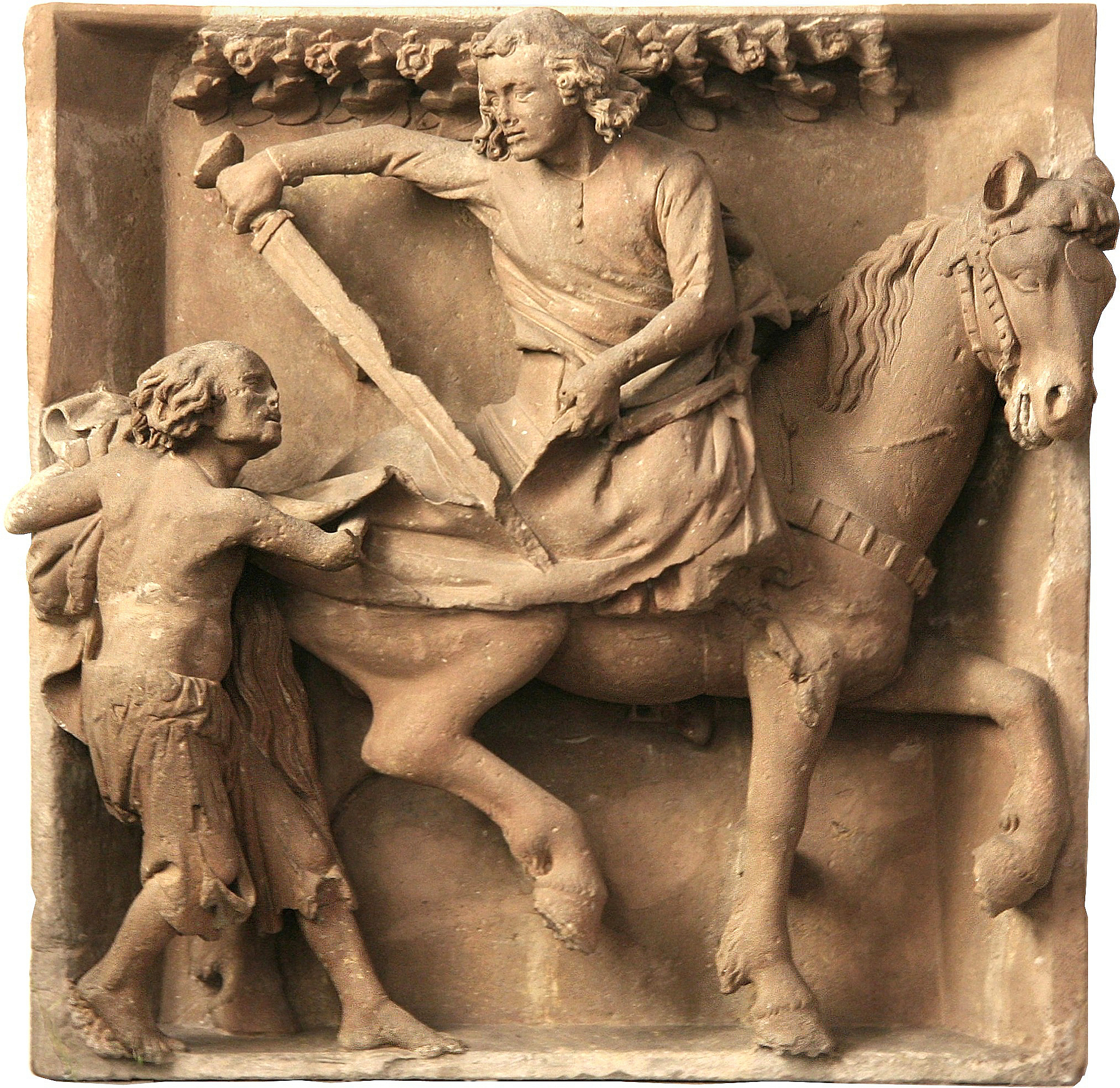
Bassenheimer Reiter

Der Bassenheimer Reiter ist ein den heiligen Martin als Reiter darstellendes frühgotisches Relief aus Mainsandstein in der katholischen Pfarrkirche St. Martin von Bassenheim bei Koblenz. Die dem sogenannten Naumburger Meister zugeschriebene Bildhauerarbeit des 13. Jahrhunderts wurde ursprünglich für den Hohen Dom St. Martin zu Mainz geschaffen und zählt zu den berühmtesten Martinsdarstellungen der deutschen Kunstgeschichte.

## Beschreibung
Das auf einer Fläche von wenig mehr als ein Meter im Quadrat ausgeführte Relief wurde aus weißlich-grauem Mainsandstein gehauen und später mit einer rötlichen Lasur überzogen. Es zeigt den reitenden Heiligen mit dem Bettler in klassischer Darstellung: Auf dem Pferd sitzend wendet sich Martin um und dem stehenden, in Lumpen gekleideten Bettler zu. Die halbnackte Gestalt ergreift den Mantel, den der Heilige soeben mit dem Schwert zerteilt. Die Figuren sind im Vollrelief gearbeitet, das szenische Bild tritt aus einem etwa dreizehn Zentimeter tiefen Gehäuse mit abgeschrägten Seiten hervor, das aus zwei Steinen besteht. Der manteltragende Arm des Bettlers links, der Scheitel des barhäuptigen Reiters oben und seines Pferdes Kopf mit gespitzten Ohren und geblähten Nüstern rechts ragen über den quadratischen Rahmen hinaus.
In der Mitte des Bildes liegt die Achse der zentralen Figur, die sich im Sattel so dreht, dass ihre mit Hemd und Wams bekleidete Brust sichtbar wird. Martin führt mit der rechten Hand das Schwert in der Bilddiagonalen von links oben mit der Spitze ins Zentrum. Damit wird der Mantel geteilt, und gleichfalls das Bild in Hälften aufgeteilt, von denen eine dem Armen gehört. Barfuß tritt er in der Ecke auf, spannt mit dem rechten Arm den Stoff und nimmt mit dem linken einen Teil des Mantels auf, wobei sein nackter Rücken zu sehen ist. Während das wehende Haupthaar noch ein Nacheilen anzuzeigen scheint, wirkt das vorgestreckte linke Bein wie zur Umkehr bereit. Platz findet der Fuß hier, da das Pferd rechts hinten den beschlagenen Huf hahnentrittartig hoch gehoben hat. Das kraftvolle Tier scheint nahezu auf der Stelle zu traben und zu wiehern.

## Geschichte
Das heute über dem linken Seitenaltar der Bassenheimer Kirche angebrachte Kunstwerk wurde um 1240 für den dem heiligen Martin geweihten Mainzer Doms geschaffen, wo es Teil des frühgotischen Lettners war, der den Westchor abtrennte. Als diese Chorschranke 1683 abgebrochen wurde, konnte der Mainzer Domherr Casimir Waldbott von Bassenheim das Relief erhalten und an den Stammsitz seiner Familie bringen. Nahe der Burg in Bassenheim war das Reiterbild viele Jahre verwahrt, bevor es als Teil einer Wand des neuerbauten Chors der 1722 fertiggestellten und dem Schutzpatron Martin geweihten Pfarrkirche öffentlich zugänglich wurde.
Bis zum Abbruch dieser Barockkirche im Jahr 1898 befand sich das Martinus-Relief außen an einer Seitenwand. In Verbindung mit dem Neubau forderte Provinzialkonservator Paul Clemen, „das in einer Seite des Chorhauptes vermauerte mittelalterliche Reliefbild des hl. Martinus mit Rücksicht auf seinen hohen Kunstwert an passender Stelle im Innern des Kirchenneubaus wieder anzubringen.“ Man fügte es zunächst mit einem barockisierenden Stuckrahmen versehen in über fünf Meter Höhe in die Nordwand des Querhauses ein.
Im Jahr 1935 gelang es dem Kunsthistoriker Hermann Schnitzler, das Werk dem Naumburger Meister zuzuordnen. Damals wurde auch ein gelblicher Ölanstrich aus dem Jahr 1900 entfernt, sodass die wohl aus der Barockzeit stammende rötliche Einfärbung sichtbar wurde. Unter der Bezeichnung „Bassenheimer Reiter“ wurde das Werk danach in der Kunstgeschichte bekannt.
Das Bassenheimer Heimatmuseum widmet sich als Martinusmuseum der Geschichte des heiligen Martin und des Bassenheimer Reiters.